# 死

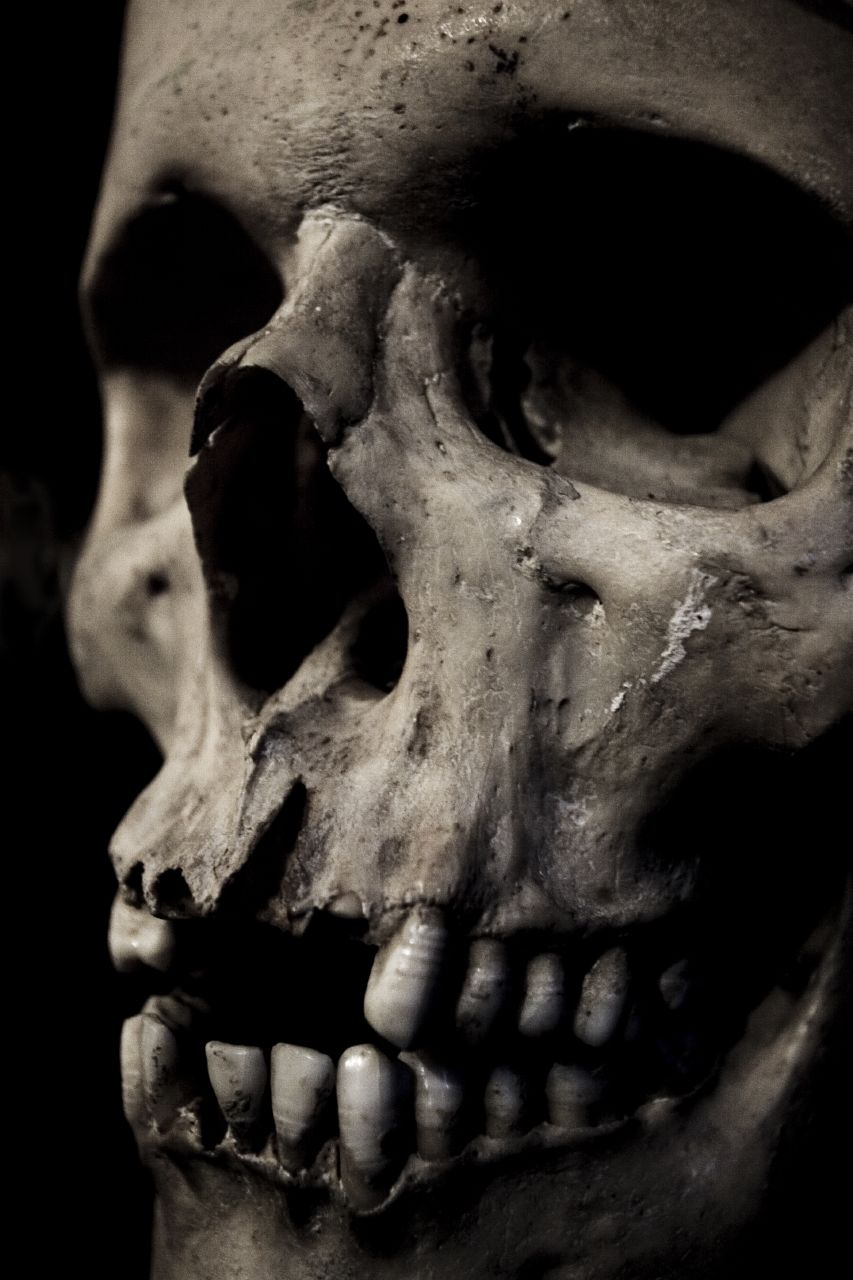
死の世界的な象徴としてのヒトの頭蓋骨

死（し）とは、
1. 命がなくなること[1]。生命がなくなること[2]。生命が存在しない状態[2]。
2. 機能を果たせないこと、役に立てないこと、能力を行使できない状態[1]（ → #比喩的な用法を参照）。

ただし、何をもって人の死とするのか、その判定や定義は文化、時代、分野などにより様々である（→「#「死」の定義及び判定に関する諸問題」節を参照）。一旦は命が無いとされる状態になったが再び生きている状態に戻った場合、途中の「死」とされた状態を「仮死」や「仮死状態」「臨死状態」という。伝統的に宗教、哲学、神学が死を扱ってきた。近年では、死生学、法学、法医学、生物学等々も死に関係している。死の後ろに様々な言葉をつなげ、様々なニュアンスを表現している。例えば「死亡」「死去」「死没」などがある。

## 「死」の定義及び判定に関する諸問題
どのような状態になったことを「死」とするのかという事については、各地域の文化的伝統、個人の心情、医療、法制度、倫理的観点などが相互に対立しており、複雑な様相を呈している。例えば、医学的な見解の一つに着目してみた場合でも、そこには様々な見解がありうる。養老孟司は次のように指摘した。

### 医療現場での死の判定方法

#### 三兆候
医療で用いられる「死の三兆候」で、次の三つから成る。
- 自発呼吸の停止
- 心拍の停止
- 瞳孔の散大（反射 の消失）

臓器移植の問題が出現するまで、こう考えておけば基本的には問題はなかった。

#### バイタルサイン
現代の医療の現場では、基本的にまずバイタルサインを見て生命の状態を判断している。つまり心拍数・呼吸数・血圧・体温である。そしてバイタルサインによる生命活動が確認出来なくなり、且つ瞳孔反射を調べ、それも無い場合に死亡したと判断する方法である。

#### 脳死と臓器移植
死を厳格に定義するのは困難だが、医療の現場では前述の「死の三兆候」を用いる事で一応の解決を見ていた。ところが、臓器移植の登場により、事態が複雑化した。
米国などで一部の医師によって臓器移植の試みがなされるようになると、こうした医師はできるだけ状態の良い臓器を使うため、少しでも早く臓器を摘出したいと考えるようになった。そのほうが移植された人の予後は良好になる傾向があるからである。だが、早期に臓器を摘出する手術をした事によって患者が死亡したと見做された場合、その一連の行為は（一種の）「殺人」になってしまう。そこで、臓器移植を行いたい医師たちなどが、意識の有無を生死の線引きに用いることを提唱し、「脳死」という概念が生まれた。それによって、脳が死んだ状態でも、残りの臓器は新鮮な状態を維持したまま臓器を移植することが可能になるとされた。脳死という概念では、「脳の電気的活性の停止が意識の終わりを示す」とした。つまり、脳の電気的活性が止んだ時、人は死亡したとされる。
脳死に対する見解は分かれている。そもそも「脳死」という概念自体、線引きは様々であり、（脳のどの部分が死んだ段階で「脳死」とするか意見は分かれ）、「脳の神経細胞が全部死んだ時点が脳死」とする人もいる。しかし、仮にこの論法を取る場合でも、一体どの時点で神経細胞が全部死亡したと言えるかは明確ではない。日本臓器移植ネットワークでは、脳死を「脳幹を含む、脳全体の機能が失われた状態」と定義しており、所謂植物状態とは明確に異なるとしている。
脳死の議論は、科学の分野というよりは、社会が一致して決める「死」が問題の中心になっているようだと養老孟司は指摘した。臓器移植を巡る「脳死」概念では、臓器移植をしようとする医師、臓器を摘出される人とその家族、臓器を受け取る人の立場等々により意見が異なる。養老は、人体というのは様々な種類の細胞で出来ていてそれらが全体で生きているのに、そうした数多くの細胞の中から脳の神経細胞だけを特別視するほどの明確な根拠があるわけではないと主張した。
脳の神経細胞だけを特別視するということは、皮膚や筋肉の細胞を軽視しているのではないかと養老は指摘している。また、筋肉は「脳死」の判定後でも電気刺激を与えるとよく動くことから、「生死の境目」や「死の瞬間」は厳格に存在しているとする考えは、思い込みにすぎないのではないかと養老は主張している。
「臓器移植法」では、脳死は死であるなどとは書かれていない。単に、脳死状態の患者からは臓器を移植してもよい、としか書かれておらず、解釈は分かれている。　
村上陽一郎は「脳死」という概念はかなり不適切だ、と指摘している。村上は、「脳死」という概念が作られたのは、医学が人間をパーツの集まりとしか見なくなったからであり、そこには一人一人の人間としての患者への視点が欠如していると主張した。一方で、臓器提供によって救命出来る患者も存在しており、脳死という概念及び臓器移植への評価は分かれている。
臓器移植と脳死を巡って議論が活発だった時に、死（脳死）を「これから先は死に向かって、不可逆的に進行する過程になる状態である」とした人もいる。法医学の教員でも、「人の死は、心臓・肺・脳、それら全ての不可逆的な機能停止」という人がいる。「生命活動が不可逆的に止まる事」などとも言われた。
以上のように、立場によって見解は異なるため、21世紀現在でも「死」の判定や定義については議論がある。

### 法制度の要請による医師の判断
前述のように実際には生と死の境目は明確にある訳ではない。ただ、言葉として「生死」という言葉があり用いられている以上、「間に切れ目がある」という前提が置かれており、また社会の制度としては、どういう形にせよ、生死を明確にする事は求められる。そうした背景から死を規定する必要があるため、医師は死亡診断書の「死亡時刻」欄に死亡したと判断される時刻を書くことで対象がいつ死亡したかを一応明確にしている。それによって、「死の瞬間」が形式的にではあるが決定される。しかし、これはあくまで文書の上で決めたにすぎず、実体としての「死の瞬間」は前述のように見解が様々に存在する。

### 死亡判定関連の書類と法的な手続き
多くの国では人の死は医師による死亡診断書、場合によっては死体検案書によって法的な死とする。なお、日本では死亡診断書は医師だけでなく歯科医師も作成できるが、死体検案書については医師のみである。

### 死の誤診
医師に死亡を宣告された後、生き返ったとされる事例が存在する。
イギリスのビクトリア時代のそのような逸話では、あるものは防腐処理を始めた時に、あるものは死の数日後に棺の中で意識を回復するなどして動き回ったりする。当時のイギリスでは、このような早すぎた埋葬を、強迫観念的に恐れるようになる人がいた。同時代以前には、ペストなどの伝染病流行時に、感染を恐れて杜撰な検死がしばしばあったとされ、これが死者復活（→吸血鬼やゾンビ・グールなど）の伝承となったと考える者もいる。
これらは、その当時の検死技術が完全ではなく、ショック状態における体温の急激な低下や、呼吸量の著しい減少、あるいは血圧低下による脈の微弱な状態を死亡と誤って判定したケースや、一時的な心肺停止後に偶発的に心臓の鼓動が正常に戻るなどして「生き返った」とみなされたとされる。このため近代的な検死では、最初のチェックから一定時間後に生命の兆候がないかを再確認するようになっている。
検死技術の発達以前における土葬では、このように生きているにもかかわらず埋葬される可能性があった。そのため発明家たちは被埋葬者の状態を棺外に伝える方法を発明した。地表にはベルと旗があり、それが棺内に紐で繋がっていた。棺の蓋には金槌や滑車装置で壊せるガラスの仕切りがあった。しかしこれは気休めでしかなく、この滑車装置が棺にかけられた土のため機能し得ず、棺を破壊したところで割れたガラスと土が被埋葬者の顔を覆う事になる。（安全な棺も参照）

## 統計と原因

WHOによる人口百万当たり死者数（2012年）
1,054–4,598
4,599–5,516
5,517–6,289
6,290–6,835
6,836–7,916
7,917–8,728
8,729–9,404
9,405–10,433
10,434–12,233
12,234–17,141

世界においては1日あたり、おおよそ15万人が死を迎えるが、そのうち2/3は高齢による加齢関連が死因である。先進国になるとその割合は高く、90%ほどが加齢関連である。また日本では、およそ23秒に1人が死亡しており、悪性新生物（腫瘍）が死因の最多を占める。
人が死に至る原因を死因と言う。
直接的に死亡に繋がった原因の事を「直接死因（direct cause of death）」と言い、直接死因を招いた原因を「原死因（underlying cause of death）」と言う。

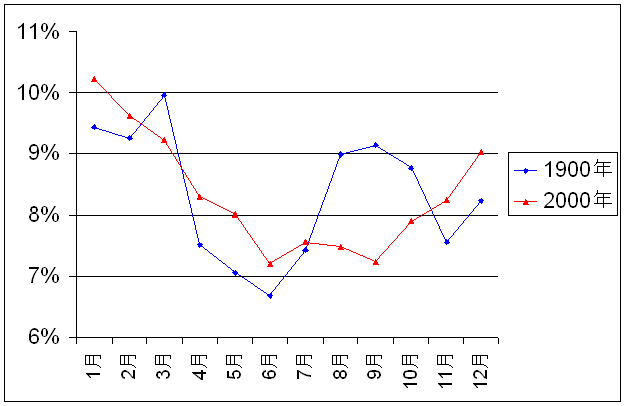
日本における月別死亡数の割合。日本では、近年では、冬に死亡する例が多く、それ以外の時期の死亡数は比較的少ない。暖房、冷房が普及していなかった明治時代には冬と夏に2つの死亡のピークが認められる。

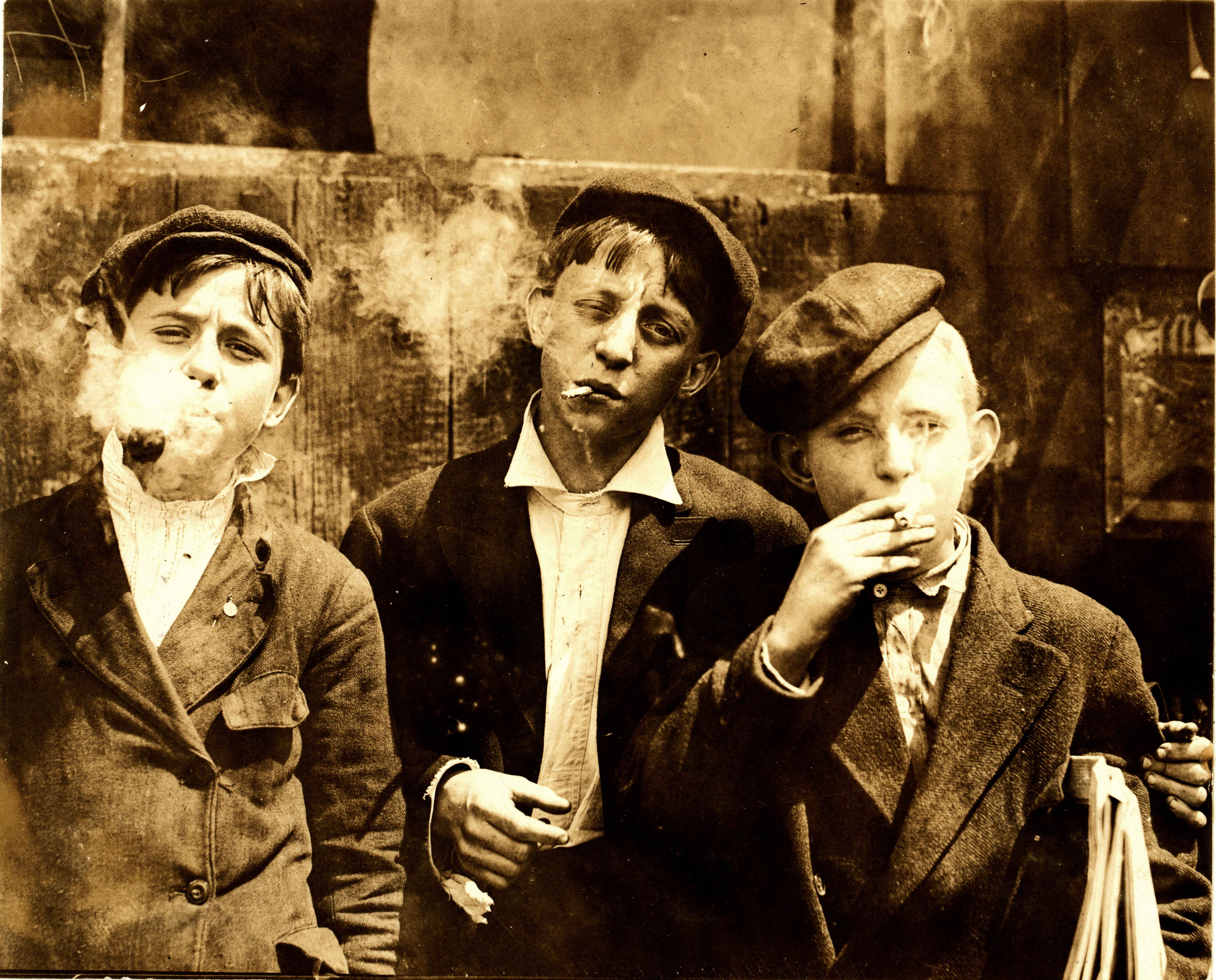
喫煙するアメリカ人の少年、1910年。タバコの喫煙は、20世紀に推定1億人の死亡を引き起こした。

（一般的な死因の分類と必ずしも一致するわけではないが参考までに）死亡診断書での「死因」の分類では次のようになっている。
- 「病死および自然死」[21][注 10]
- 「不慮の外因死」(Accident）[21]
  - 「交通事故」、「転倒・転落」、「溺死」、「煙、火災および火焔（）による障害（火災による死）」、「窒息」、「中毒」[21]
- 「その他の外因死、不詳の外因死」[21]
  - 「自殺」「他殺」[21]「その他の外因死、不詳の外因（戦争による死、刑による死[21]）[注 11]

子宮内の胎児が死亡した状態で産まれる事を、死胎検案書では「自然死産」や「人工死産」と分類する。厳密には胎児そのものの死因を表すものではないが、胎児が死亡した際に用いられる。
なお病死に関しては、近年の日本では癌・心疾患・肺炎が3大要因となっている。
2018年（平成30年）では癌・心疾患・老衰が上位3つを占めており、以後脳血管障害、肺炎、不慮の事故と続く。

## 生物学的な死の説明

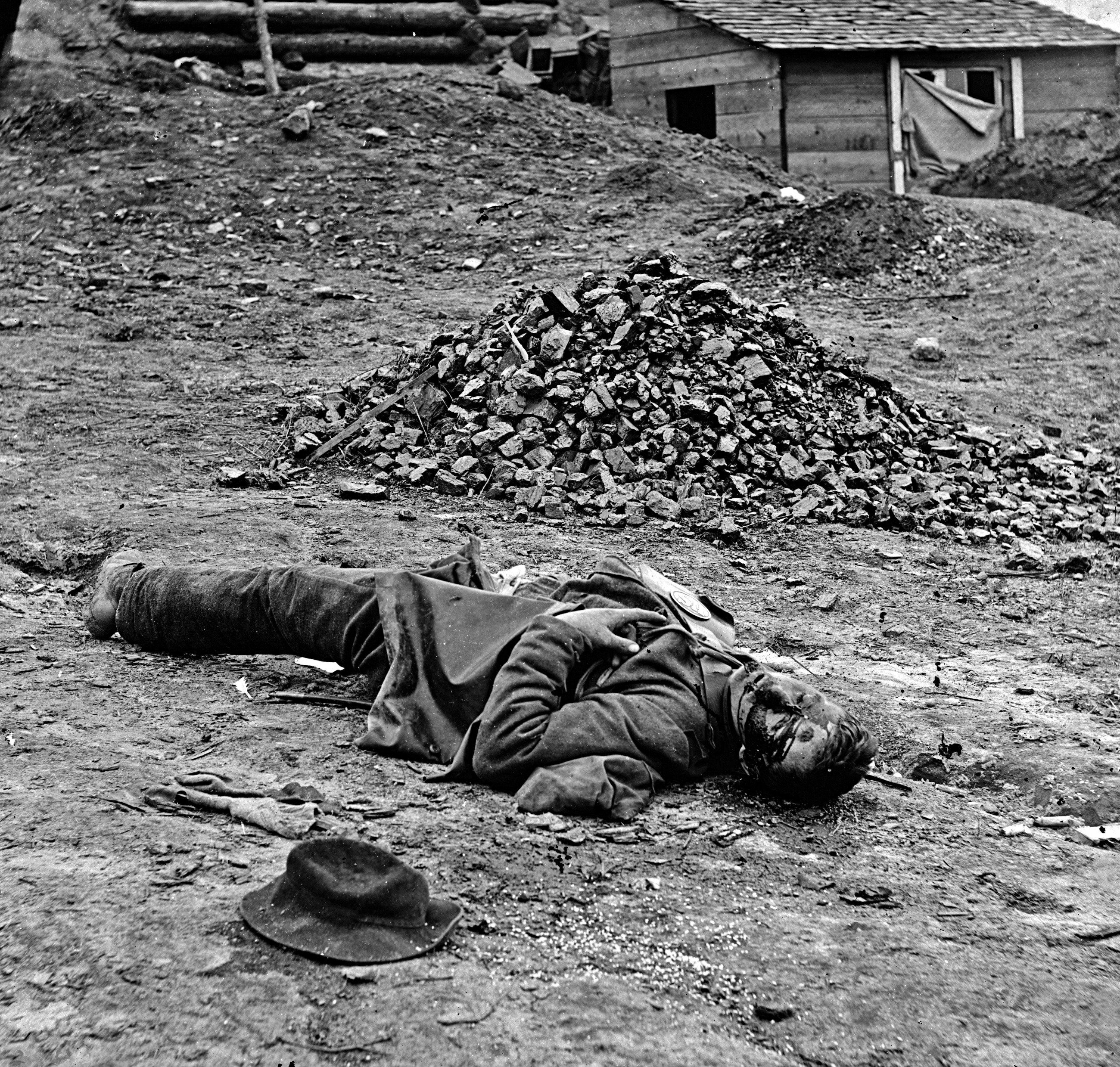
南北戦争での南軍兵の死体（1865年、ピッツバーグ）

死に至った場合、生物体は次第に崩壊に至る。これは主として二つの作用による。
一つは、生物体自身が自らを分解することである。たとえば消化酵素のように、生物体を分解することが可能な酵素は生物体内のあちこちに存在しており、これによって生物体が分解されないのは、生命活動のひとつとして、それらを隔離した状態にする活動があるからである。死によってそれが止まれば、生物体は自ら分解を始める。
もう一つは、他の生物に分解されることである。生物の体は、それ以外のさまざまな生物にとって有益な栄養源である。特に微生物は常に空気中や地面などから侵入を試みている。これが成功しないのは、生きた生物には免疫の働きがあるからである。死によってその活動が止まれば、たちまちそれらの侵入と繁殖が始まる。

### 単細胞生物等の死
原則として単細胞生物には寿命（老化）による死という概念が無い。
多細胞生物はテロメアによって細胞の分裂回数が制限されており、分裂回数の限界が老化をもたらすが、真核単細胞生物は例外なくテロメラーゼによってテロメアを修復することで、無限に増えることができる。
単細胞生物に寿命なるものをさがそうとしても、ゾウリムシの分裂制限ぐらいしか挙げられない。ゾウリムシを人為的に一個体ずつに隔離する事を繰り返して、自家生殖もしくは接合を行わせないよう注意深く飼育したところ、350回程度の細胞分裂の後に死を迎える。これはゾウリムシは自家生殖もしくは接合による核の融合がテロメラーゼを働かせるスイッチになっているからである。故に、自然界で寿命を迎えることは、ありえないと言って良い。

### 多細胞生物の死
多細胞生物では細胞・組織・個体の死は区別される。

### 死の過程

#### 心肺停止
一般的には、呼吸が停止し、脈拍が無くなると、死の過程が開始される。日本では心肺停止、国際的には心停止（Cardiac arrest）と呼ばれる。

#### 細胞死
通常の細胞機能は、不可欠な細胞代謝のために必要なエネルギーと、酵素と構造タンパク質の生産、細胞の化学的および浸透的恒常性の維持、などを含む。通常に機能している細胞は、酸素、リン酸塩、カルシウム、水素、炭素、窒素、硫黄、栄養的な基質、ATP、などを摂取する必要があり、また無傷の細胞膜と酸素を消費する不変の活動も必要とする。これらの要素のうちどれが遮られても、細胞死は起こりえる。心肺停止で細胞死が急速に進行することになる。

##### 脳死
心肺停止の状態になると、大量の酸素を必要とする脳が速やかに破壊される。人間の身体の中枢であるため、意識の回復や、身体の恒常性の維持も期待できなくなる。

#### 死後の遺体の変化

レンブラント『ニコラス・テュルプ博士の解剖学講義』（1632年）

死後に人体におこる変化を死後変化と言う。まず、心拍が停止した時点を死亡時間とし、その後見られる現象は以下の通りである。死亡後に見られる明らかな変化の多くは、血流の停止によってもたらされる。
まず、体表温度が速やかに室温に近づいていく。死後、体芯温度は体表温度と異なり、緩やかに気温に近づく。多くの場合、気温は体温より低いため、低下する（死冷）。体温の低下速度は、死亡時の体温や死体の大きさ、環境や着衣など、いくつかの要因によって変化する。周囲の湿度が低い場合、指尖、鼻尖等の突出部位から速やかに乾燥し皮膚の収縮がみられ、ミイラ化が始まる。生理学的には、血流停止後、酸素の供給が途絶えた全身の細胞の内、神経細胞などの脆弱な細胞から、数分以内に不可逆的な変化が始まり、最後に筋繊維などの一番疎血に強い細胞が死滅する。末梢の、上皮など血液以外から酸素を得られる細胞では血流の停止による水分の不足(乾燥）、電解質の異常などを原因に細胞死が始まる。乾燥から免れ、周囲の空気から何とか酸素が供給されている場合、毛根などの細胞はしばらく生存する可能性もあるが、死体の髭や髪が伸びると言われる場合、多くは表皮の乾燥による収縮のため、毛髪がより露出して見えることによる錯覚であるとも言われている。また、まばたきが行われないため、角膜の乾燥、角膜の細胞死による蛋白の変性による白濁が速やかに進行する。
死体が腐敗するより前に死後硬直が始まる。死体硬直の発現までの時間とその持続期間は、死亡時の筋肉の温度と気温に影響を受ける。死体硬直は通常、死の2 - 4時間後に始まり、筋肉はこの過程で、筋原線維内にあるATPの減少と乳酸アシドーシスのため、徐々にこわばっていく。死後9 - 12時間経過すると、筋原繊維の機能が失われるため死体硬直は解除される。死後硬直中に他動的に関節を屈伸させると死後硬直は解除される。また気温が十分に高ければ、死体硬直は起こらない。

## 臨死体験
仮死状態から医学処置などで蘇生した人の4 - 18%が仮死体験の状態で体験した出来事を報告する。つまり、医師などによって死亡したと判定されたのに、時間を経て再び生き返る人がいる。別の言い方をするなら、仮死状態から生き返る人である。ゆえに「臨死体験」と呼ばれている。
有史以来、「臨死体験」をした人々が多くいたようであり、西洋でも東洋でも類似の内容が様々な文献に記録されているという。ハーバードで宗教学の講義を担当するキャロル・ザレスキーは、中世の文献は臨死体験の記述であふれていると指摘した。また、日本でも『今昔物語』『宇治拾遺物語』『扶桑物語』『日本往生極楽記』などに臨死体験そっくりの記述があるという。
近年では医学技術により、停止した心臓の拍動や呼吸をふたたび開始させることも可能になったため、死の淵から生還する人の数は過去に比べて増えている。
臨死体験の研究というのは、欧米では地質学者のアルベルト・ハイムが登山時の事故で自身が臨死体験したことをきっかけに行い1892年に発表し先鞭をつけ、その後 1910年代 - 1920年代に数名により研究が発表されたが一旦途絶え、1975年にキューブラー＝ロスとレイモンド・ムーディという医師があいついで著書を出版したことで再び注目されるようになった。1982年には、やはり医師のマイクル・セイボムも調査結果を出版した。
人は死に臨んで、まばゆいばかりの光、美しい景色などを見たり、この世を去って久しい身内などが現れたりするという（お迎え現象）。自分が宙に浮き上がり、その後に肉体の中に戻ってきたことを思い出すこともあるという。臨死体験は様々に解釈されている。スピリチュアルな解釈と唯物論的解釈があり、医師や科学者の間でも解釈は分かれている（臨死体験にて詳説）。

## 死のステレオタイプな表現

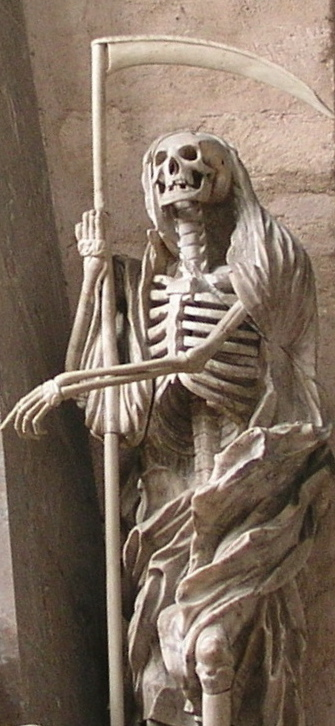
死のシンボルとされる人間の骸骨

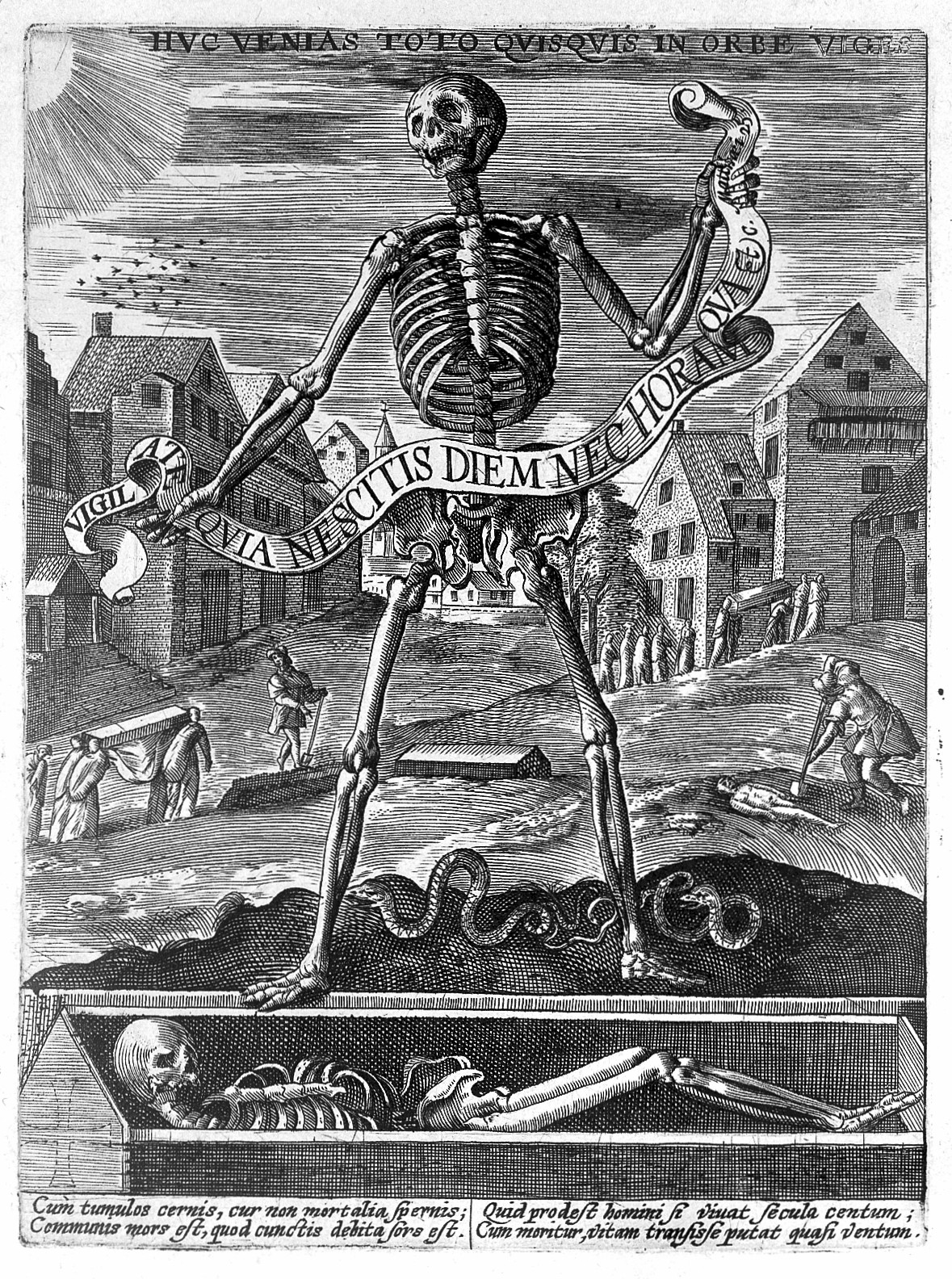
骸骨での表現

### 比喩的な用法
自然言語はその成り立ちからして基本的にメタファーで出来ているものであり、死という表現も、何かしら生命に擬せられる存在が、その比喩的な「命」を失うような場合にも使われる。「ローマ帝国の死」、「星の死」などである。

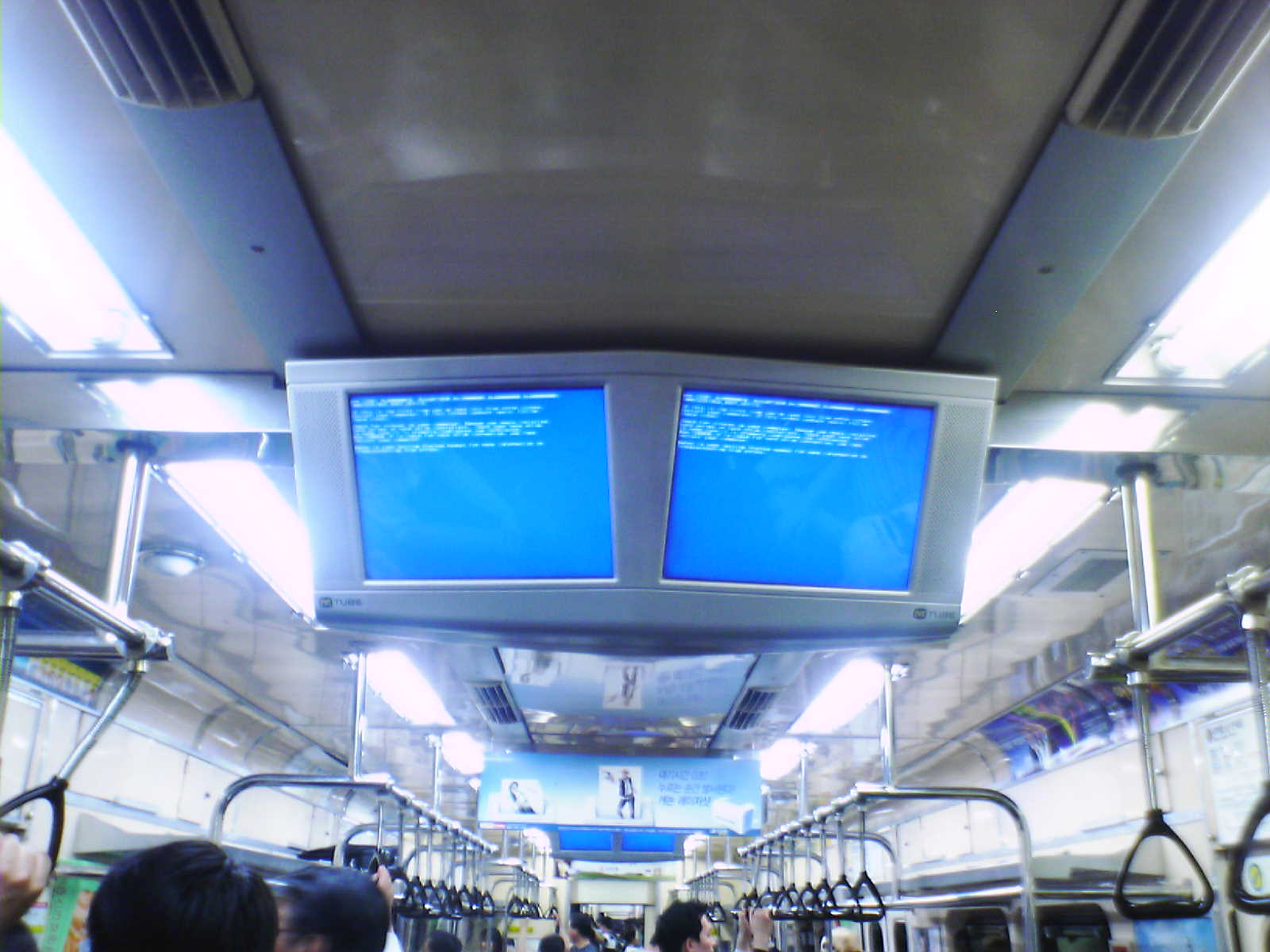
OSの死、ブルースクリーン。ソウルの地下鉄にて

近年では、機械装置などが破損した場合に「死んだ」などと形容されることもある。とくにコンピュータに対しては、電源が切れた、クラッシュした、あるいはプロセスが停止したなどの状態を比喩的に「死んだ」と表現することがあり、その延長で「プロセスを殺す」（進行中の処理を停止させる）などといった比喩表現も使われる（一例を挙げれば、UNIX系オペレーティングシステムでは単なる比喩に止まらずプロセス停止コマンドとして'kill'コマンドが存在している）。生命の不可逆的な死とは異なり、これら機械の比喩的な死では破損した部品を交換するなり修理して、コンピュータの場合はクラッシュしたプログラムに関するメモリを破棄して記憶媒体から読み出しなおすなど復旧させる方法は幾らでもある。特に技術筋にもなると「異常や故障が手に負えなくなり、それを破棄して異常のないものに入れ替えする以外に対処方法がない」場合に「死んだ」と表現する。
相撲の「死に体」、野球の「死球」などの表現でも用いられている。また、一定の職業に就いていた者が、様々な諸事情によってその職務が著しく困難になった場合などはたとえ生物学的には生きてはいてもマスメディアなどでは「○○生命が絶たれる。」などと表現される。また、政治家や芸能人、ジャーナリストなど社会的に注目される職業に従事する者が、自身が運営しているブログのいわゆる「炎上」などによって事実無根の様々な風評被害を受けることにより、上記のような社会的活動を行えなくなったものなども職業人としては「死んでいる」もしくは「殺された」ようなものであるため「社会学的な死」とみなされる。
なお、「死ぬ」や「死にそうなくらい辛い」など、「もうだめだ」と弱音を吐く時に、死を比喩や誇張表現の道具として、主に若者が使うネットスラングに「ﾀﾋる」「ﾀﾋぬ」というのもある。これは、半角で書かれた「ﾀﾋ」が「死」という字に似ていることが語源である。
コンピュータゲームでは、主にプレイヤーストック制を採用しているゲームにおいて、ミスをして自機が1つ減ることを「死ぬ」と表現されることがある。

### 兵士が死ぬときの表現
英語やフランス語では、兵士が敗北を喫したときに「ほこり（土）を噛む（英語：bite the dust、フランス語：mordre la poussière）」、ドイツ語では、「草を噛む（Ins Gras beißen）」という表現が使われる。土を噛むという表現は、古代ギリシアのイーリアス (2, 418)などにも見ることができる。
日本語では、砂を噛むは感情が湧かないような時の表現で、意味合いは異なる。コンピュータゲームでは、敗北を喫するときに使う表現として「床ペロ」という言葉が使われる。

### 芸術作品の死
芸術作品が、人の目に触れぬようになったり（死蔵）、作者の意図した事柄が部分的にすら受け取られなくなった場合、その作品は意味をなくし" 死ぬ "とされる。
古代ギリシャ、古代ローマにおいて人間は死すべきものと呼ばれ、神々、則ち不死なるものの永遠性との対比によって、時間的に限られたものとイメージされ、芸術家や詩人とは、この限界を乗り越え人間と神々を媒介するものと考えられた。現在でも芸術作品は "不死性" と結び付けられて捉えられることが多い。
ヴァルター・ベンヤミン（1892年 - 1940年）はすでに"死んでしまった"芸術作品の「救済」が歴史家の使命であると考えた。
20世紀後半には、クンデラや大江健三郎らが、「小説の死」、「文学の死」といった言葉を用いた。
- 実は死んでいない - シャーロック・ホームズのライヘンバッハの滝での死闘後からの復活。「ギャグキャラじゃなければ死んでいた」など、人気キャラクターを作者やファンが殺せなくなったり、作風として生きている、もしくは作品を盛り上げるために一時的に死んだように装われるプロット・デバイス。